# Lijst van voetbalinterlands Burkina Faso - Marokko
Deze lijst van voetbalinterlands is een overzicht van alle officiële voetbalwedstrijden tussen de nationale teams van Burkina Faso en Marokko. De Afrikaanse landen speelden tot op heden dertien keer tegen elkaar. De eerste ontmoeting was een kwalificatiewedstrijd voor de Afrika Cup 1996 op 4 september 1994 in Ouagadougou. Het laatste duel, een vriendschappelijke wedstrijd, werd gespeeld in Lens (Frankrijk) op 12 september 2023.

## Wedstrijden
| №  | Plaats      | Datum             | Competitie                           | Wedstrijd              | Uitslag |
| -- | ----------- | ----------------- | ------------------------------------ | ---------------------- | ------- |
| 1  | Ouagadougou | 4 september 1994  | Afrika Cup 1996 kwalificatie         | Burkina Faso – Marokko | 2 – 1   |
| 2  | Casablanca  | 9 april 1995      | Afrika Cup 1995 kwalificatie         | Marokko – Burkina Faso | 0 – 0   |
| 3  | Ségou       | 26 januari 2002   | Afrika Cup 2002                      | Burkina Faso – Marokko | 1 – 2   |
| 4  | Meknes      | 15 november 2003  | Vriendschappelijk                    | Marokko – Burkina Faso | 1 – 0   |
| 5  | Rabat       | 17 november 2004  | Vriendschappelijk                    | Marokko – Burkina Faso | 4 - 0   |
| 6  | Rabat       | 16 augustus 2006  | Vriendschappelijk                    | Marokko – Burkina Faso | 1 – 0   |
| 7  | Marrakesh   | 29 februari 2012  | Vriendschappelijk                    | Marokko – Burkina Faso | 2 – 0   |
| 8  | Tanger      | 14 augustus 2013  | Vriendschappelijk                    | Marokko − Burkina Faso | 1 − 2   |
| 9  | Kaapstad    | 16 januari 2014   | African Championship of Nations 2014 | Burkina Faso − Marokko | 1 − 1   |
| 10 | Marrakesh   | 24 maart 2017     | Vriendschappelijk                    | Marokko − Burkina Faso | 2 − 0   |
| 11 | Marrakesh   | 6 september 2019  | Vriendschappelijk                    | Marokko − Burkina Faso | 1 − 1   |
| 12 | Rabat       | 12 juni 2021      | Vriendschappelijk                    | Marokko − Burkina Faso | 1 − 0   |
| 13 | Lens        | 12 september 2023 | Vriendschappelijk                    | Marokko − Burkina Faso | 1 − 0   |

## Samenvatting
| Competitie                      | Totaal gespeeld | Winst Burkina Faso | Gelijk | Winst Marokko | Doelsaldo Burkina Faso – Marokko |
| ------------------------------- | --------------- | ------------------ | ------ | ------------- | -------------------------------- |
| Afrika Cup                      | 1               | 0                  | 0      | 1             | 1 − 2                            |
| Afrika Cup-kwalificatie         | 2               | 1                  | 1      | 0             | 2 − 1                            |
| African Championship of Nations | 1               | 0                  | 1      | 0             | 1 − 1                            |
| Vriendschappelijk               | 9               | 1                  | 1      | 7             | 3 − 14                           |
| Totaal                          | 13              | 2                  | 3      | 8             | 7 − 18                           |

Wedstrijden bepaald door strafschoppen worden, in lijn met de FIFA, als een gelijkspel gerekend.